# Matthias Flach (Ruderer)
Matthias Flach (* 30. September 1982 in Rostock) ist ein ehemaliger deutscher Riemenruderer. 2006 wurde er Weltmeister im Vierer mit Steuermann.
Matthias Flach startete für den Olympischen Ruderclub Rostock und trainierte bei Dieter Grahn. Bereits im Juniorenbereich war er Weltmeister im Zweier mit Steuermann. Seit 2003 startete Flach im nichtolympischen Vierer mit Steuermann und gewann in fünf Jahren eine Goldmedaille und drei Bronzemedaillen bei Ruder-Weltmeisterschaften. In der Olympiasaison 2008 rückte Flach in den Deutschland-Achter auf. Flach holte 2008 bei der Deutschen Kleinbootmeisterschaften (Deutsche Meisterschaften im Rudern) Bronze, zusammen mit Florian Mennigen, im Zweier ohne Steuermann. Zusammen mit Andreas Penkner, Florian Mennigen und Kristof Wilke wurde er in den Vierer ohne Steuermann gesetzt und holte auf Anhieb Bronze beim ersten Ruder-Weltcup 2008 in München. Durch seine Leistung in der Saison 2008 qualifizierte er sich für das Olympiateam des Deutschland-Achters. Für kurze Zeit fungierte er im neu besetzten Achter als Schlagmann, tauschte dann aber mit Andreas Penkner. Bei den Olympischen Spielen in Peking schied der deutsche Achter mit Matthias Flach als Letzter des Vor- und Hoffnungslaufes vorzeitig aus. Im Gesamtklassement belegte Flach mit dem Deutschland-Achter ebenfalls den achten und letzten Platz. Nach der Teilnahme an den Olympischen Spielen beendete Matthias Flach seine aktive Karriere als Ruderer.
Matthias Flach ist 2,00 m groß und schloss an der Ruhr-Universität Bochum im Jahr 2012 erfolgreich sein Studium zum Diplomingenieur für Umwelttechnik und Ressourcenmanagement ab.

## Internationale Erfolge
- 1999: 3. Platz im Vierer ohne (Junioren-Weltmeisterschaften)
- 2000: 1. Platz im Zweier mit (Junioren-Weltmeisterschaften)
- 2003: 3. Platz im Vierer mit (Weltmeisterschaften) mit Arne Landgraf, Matthias Flach, Jan-Martin Bröer, Klaus Rogge und Steuermann Stefan Lier
- 2004: 7. Platz im Vierer mit (Weltmeisterschaften) mit Arne Landgraf, Johannes Doberschütz, Matthias Flach, Klaus Rogge und Steuermann Stefan Lier
- 2005: 3. Platz im Vierer mit (Weltmeisterschaften) mit Toni Seifert, Matthias Flach, Johannes Doberschütz, Falk Müller und Steuermann Martin Sauer
- 2006: 1. Platz im Vierer mit (Weltmeisterschaften) mit Florian Eichner, Philipp Naruhn, Jan-Martin Bröer und Matthias Flach und Steuermann Martin Sauer
- 2007: 3. Platz im Vierer mit (Weltmeisterschaften) mit Florian Mennigen, Stephan Koltzk, Philipp Naruhn, und Matthias Flach und Steuermann Martin Sauer
- 2008: 8. Platz und Teilnahme an der olympischen Ruderregatta 2008 mit dem Deutschland-Achter